# Нуньес Хименес, Антонио
Анто́нио Ну́ньес Химе́нес (исп. Antonio Núñez Jiménez, 20 апреля 1923 — 13 сентября 1998) — кубинский революционер, историк и географ, академик и дипломат.

## Биография
Родился в крестьянской семье. В 1940 году. стал основателем Спелеологического общества Кубы и руководил им вплоть до 1950 года. В том же году окончил Гаванский университет по специальности история и география. Принимал активное участие в студенческом движении. В 1955 году стал профессором географии Центрального университета Лас-Вильяс в г. Санта-Клара, уйдя с кафедры в 1957 году для принятия участия в партизанской войне против диктатуры Фульхенсио Батисты. В 1958 г. — капитан подразделения повстанческой армии, находящегося под руководством Эрнесто Гевары. В 1959 г. назначен вице-президентом Национального института аграрной реформы, а в 1962 г. — избран президентом Академии наук Кубы. В 1972 г. направлен послом в Перу. Параллельно этому в 1969—72 гг. является президентом Ассоциации кубинско-советской дружбы. Вторую докторскую диссертацию защищал в МГУ.

## Книги
- Аграрная реформа на Кубе. Краткий исторический очерк. М., 1960.
- География Кубы. М.: Иностранная литература. 1960.
- Республика Куба. Исторический очерк, М., 1963.
- Остров сокровищ — остров молодежи. М.: Мысль. 1983.
- В походе с Фиделем. М.: Политиздат. 1984.